# Gorica Jamnička
Gorica Jamnička is een plaats in de gemeente Pisarovina in de Kroatische provincie Zagreb. De plaats telt 126 inwoners (2001).